# Вольфсон, Зиновий Иосифович
Зиновий Иосифович Вольфсон (28 ноября 1894, Бобруйск — 14 мая 1969, Волгоград) — советский оториноларинголог. Доктор медицинских наук (1939), профессор.

## Биография
В 1923 окончил медицинский факультет Казанского университета. С 1926 работал там же в клинике оториноларингологии, где занимал последовательно должности ассистента, доцента, заведующего кафедрой.

В 1939 защитил докторскую диссертацию «Материалы к вопросу о мастоидитах, осложненных присутствием фузоспириллярного симбиоза»

В период с 1939 по 1965 был первым заведующим кафедрой оториноларингологии Сталинградского медицинского института.

Автор более 60 научных работ.

## Научные работы
- «Организация неотложной помощи при попадании инородных тел в дыхательные пути». — Волгоград, 1962